# Běloruský rubl
'Běloruský rubl (bělorusky беларускі рубель) je zákonným platidlem východoevropského státu Bělorusko. Název rubl má běloruská měna společný s ruskou měnou. Jedna setina rublu se nazývá kopějka (bělorusky Капейка).
Průměrná hodnota nového běloruského rublu odpovídala v prvním čtvrtletí roku 2017 polovině eura za jeden rubl.

## Historie
V rámci SSSR používala i Běloruská SSR sovětský rubl. Po získání nezávislosti zavedlo Bělorusko vlastní rubl, který měl kód BYB. V zemi panovala vysoká inflace a rubl se rychle znehodnotil. Proto v roce 2000 proběhla měnová reforma, která udělala z 1000 „starých“ rublů 1 „nový“ rubl, který dostal kód BYR. V roce 2013 byl průměrný kurz rublu něco kolem 12.000 rublů za 1 euro, tedy 1 000 rublů je přibližně 2,20 Kč. 1. července 2016 proběhla další měnová reforma, kdy se do oběhu dostal třetí běloruský rubl BYN. Směnný kurz je 1 BYN = 10 000 BYR. Rubly BYR a BYN byly souběžně v oběhu do 31. prosince 2016, od roku 2017 je jediným oficiálním platidlem rubl BYN. 

### 1. rubl (1992-2000)
První běloruský rubl vycházel ze sovětského rublu v poměru 10:1. V roce 1992 byly do oběhu uvedeny bankovky o nominálních hodnotách 50 kopějek a 1, 3, 5, 10, 25, 50, 100, 200, 500, 1000 a 5000 rublů. V roce 1994 následovala bankovka 20 000 rublů, v 1995 pak 50 000 rublů. Bankovka o hodnotě 100 000 pochází z roku 1996, 500 000 z 1998 a bankovky 1 000 000 a 5 000 000 z roku 1999.
Bankovky rublů platných do roku 2000 měly motivy různých druhů živočichů (veverka, zajíc, bobr, vlk, rys, los, medvěd a zubr) a význačných budov po celém Bělorusku.

### 2. rubl (2000-2016)
Druhý běloruský rubl neměl taktéž žádné mince, v oběhu byly pouze bankovky v hodnotách 100, 500, 1000, 5000, 10 000, 20 000, 50 000, 100 000 a 200 000 rublů. 
| Bankovky 2. Rublu  | Bankovky 2. Rublu  | Bankovky 2. Rublu | Bankovky 2. Rublu | Bankovky 2. Rublu                          | Bankovky 2. Rublu                          | Bankovky 2. Rublu | Bankovky 2. Rublu |
| Zobrazení          | Zobrazení          | Hodnota           | Rozměry [mm]      | Motiv Líc                                  | Motiv Rub                                  | V oběhu od        |                   |
| Líc                | Rub                | Hodnota           | Rozměry [mm]      | Motiv Líc                                  | Motiv Rub                                  | V oběhu od        |                   |
| ------------------ | ------------------ | ----------------- | ----------------- | ------------------------------------------ | ------------------------------------------ | ----------------- | ----------------- |
| 10 rublů – líc     | 10 rublů – rub     | 10 rublů          | 110 × 60          | Budova Běloruské národní knihovny          | Nominální hodnota bankovky                 | 2000              |                   |
| 20 rublů – líc     | 20 rublů – rub     | 20 rublů          | 150 × 69          | Budova Běloruské národní banky             | Interiér budovy národní banky              | 2000              |                   |
| 50 rublů – líc     | 50 rublů – rub     | 50 rublů          | 150 × 69          | Architektonická památka města Brest        | Architektonická památka města Brest        | 2000              |                   |
| 100 rublů – líc    | 100 rublů – rub    | 100 rublů         | 150 × 69          | Budova běloruské národní opery             | Scéna z baletu                             | 2000              |                   |
| 500 rublů – líc    | 500 rublů – rub    | 500 rublů         | 150 × 74          | Republikový palác kultury v Minsku         | Arch. detail stavby paláce kultury         | 2000              |                   |
| 1000 rublů – líc   | 1000 rublů – rub   | 1 000 rublů       | 150 × 74          | Běloruské národní umělecké muzeum v Minsku | Fragment obrazu malíře I. Khrutsého        | 2000              |                   |
| 5000 rublů – líc   | 5000 rublů – rub   | 5 000 rublů       | 150 × 74          | Palác sportů v Minsku                      | Sportovní komplex Raubichy                 | 2000              |                   |
| 10000 rublů – líc  | 10000 rublů – rub  | 10 000 rublů      | 150 × 74          | Panoráma města Vitebsk                     | Venkovní divadelní scéna ve Vitebsku       | 2001              |                   |
| 20000 rublů – líc  | 20000 rublů – rub  | 20 000 rublů      | 150 × 74          | Jeden z mnoha paláců ve městě Homel        | Pohled na homelský palác                   | 2002              |                   |
| 50000 rublů – líc  | 50000 rublů – rub  | 50 000 rublů      | 150 × 74          | Mirský zámek                               | Detail architektonických prvků zámku       | 2002              |                   |
| 100000 rublů – líc | 100000 rublů – rub | 100 000 rublů     | 150 × 74          | Zámek šlechtického rodu Radziwiłł          | Pohled na zámek                            | 2005              |                   |
| 200000 rublů – líc | 200000 rublů – rub | 200 000 rublů     | 150 × 74          | Muzeum umění Mogileva Maslennikova         | architektonické detaily budovy Muzea umění | 2012              |                   |

## Mince
Běloruský rubl poprvé od roku 1992 používá i mince. Ty mají hodnoty 1, 2, 5, 10, 20, 50 kopějek a 1 a 2 rubly.
|  |  | 1 kopějka  | 15 mm    | 1,25 mm | 1,55 g |
|  |  | 2 kopějky  | 17,5 mm  | 1,25 mm | 2,1 g  |
|  |  | 5 kopějek  | 19,8 mm  | 1,25 mm | 2,7 g  |
|  |  | 10 kopějek | 17,7 mm  | 1,8 mm  | 2,8 g  |
|  |  | 20 kopějek | 20,35 mm | 1,85 mm | 3,7 g  |
|  |  | 50 kopějek | 22,25 mm | 1,55 mm | 3,95 g |
|  |  | 1 rubl     | 21,25 mm | 2,3 mm  | 5,6 g  |
|  |  | 2 rubly    | 23,5 mm  | 2 mm    | 5,81 g |

## Bankovky
Bankovky rublu mají hodnoty 5, 10, 20, 50, 100, 200 a 500 rublů.
|  |  | 5 rublů   | 135×72 mm | Kamjaněcká věž                     |
|  |  | 10 rublů  | 139×72 mm | Chrám Proměnění páně v Polocku     |
|  |  | 20 rublů  | 143×72 mm | Palác Rumyantsev – Paskevich       |
|  |  | 50 rublů  | 147×72 mm | Mirský zámek                       |
|  |  | 100 rublů | 151×72 mm | Zámek v Ňasviži                    |
|  |  | 200 rublů | 155×72 mm | Muzeum umění Mogileva Maslennikova |
|  |  | 500 rublů | 159×72 mm | Budova Běloruské národní knihovny  |

## Podvody v ulicích Prahy
V posledních letech (2019) dochází v pražských ulicích k podvodu spočívajícím v tom, že podvodník turistovi prodá neplatné běloruské rubly s tím, že to jsou české koruny. Sofistikovanější varianta podvodu spočívá v tom, že podvodník stojí u bankomatu, kde předstírá (nebo i reálně provádí) výběr peněz, poté se přitočí k cizinci, který si právě vybral, s žádostí o rozměnění (např. má dvě pětistovky (rublů) a chce tisícovku (korun). Předává zpravidla nové bankovky, vše vypadá věrohodně. Vzápětí mizí s penězi, turistům zůstávají v rukou bezcenné bankovky.